# Kiszáradás

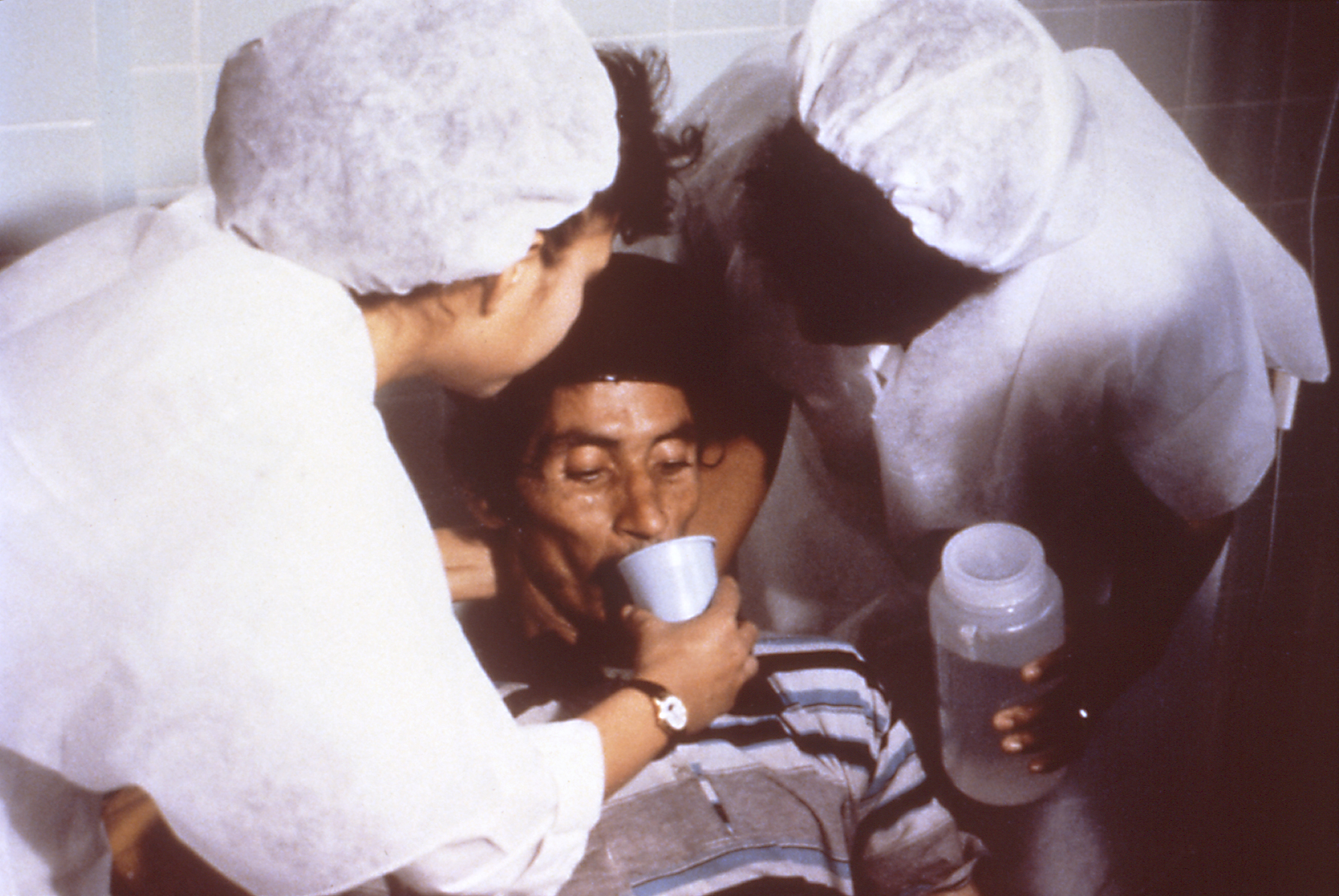
Egy kolerás beteg itatása, hogy megóvják a kiszáradástól

A kiszáradás (lat. exsiccosis) vagy dehidratáció nagy mennyiségű folyadék- és elektrolitvesztés, illetve elégtelen folyadékbevitel következtében kialakuló kórkép. Súlyossága a só- és vízvesztés mértékétől függ. Kezelésének célja a víz- és sóháztartás helyreállítása. Erre az ún. orális rehidráló porból (ORF) készült vizes oldatokat használják.
Ha az elveszített mennyiség eléri a testsúly két százalékát, fáradtság lép fel, teljesítményünk romlik. Ha a folyadékveszteség több mint a testsúly öt százalékát jelenti, komoly fizikai rosszullét lép fel, szédülés, fejfájás, hányinger kerülgeti az embert, valamint bénító gyengeség és mentális zavartság.
A szomjúság a víz hiányának szubjektív érzése. Akkor következik be, amikor a vér víztartalma a normális alá csökken, és ennek következtében a vér moláris koncentrációja és fehérjetartalma nő. Ilyenkor a köztiagy központjából ingerületek keletkeznek, amelyek az agykéreg működését is befolyásolják. A szomjúság az egész szervezet pszichotikus állapota, sokkal kínzóbb, mint az éhségérzet, és azonnali vízfelvételt követel. Erre azért van szükség, mert élelem nélkül hetekig, akár egy hónapig is életben marad az ember, folyadék nélkül viszont legfeljebb pár napig bírja, így a szervezet egyből jelzi, ha megbomlott az egyensúly.
Tíz százalékos folyadékveszteség felett az izmok lebénulnak, a bőr összeaszik, a vizelés megszűnik vagy fájdalmassá válik, az áldozatot látomások kezdik gyötörni. Ha a vízveszteség eléri a testsúly 15%-át, a szomjazó meghal.

## Lásd még
- homeosztázis
- hipotalamusz
- hormon
- vese
- emberi idegrendszer
- hullamerevség
- a halál gyanújelei
- a halál kultúrantropológiája
- halál